# Alcabú
Es este apellido uno de los más raros y escasos del mundo. Conociéndose solo en España y constando de una sola familia, si bien es cierto que ya en el siglo XX se desdobla en dos vertientes, Alcabú y Alcabuz, perteneciendo ambas a un mismo antecedente común.
Se conjetura la existencia de varias ramas en la ascendencia de este raro apellido. Si bien no es posible aseverar la autenticidad de ninguna de las versiones si es interesante conocerlas y compararlas pues a través de ellas nos aparece un claro ejemplo de la amalgama multicultural que ya desde sus mismos orígenes fue rasgo distintivo de la historia y cultura hispánica.

## Origen
Por un lado cabe subrayar la clara ascendencia semítica del apellido Alcabú, tal y como cabe desprender en una primera lectura de su etimología fundamental, según la cual, todo vocablo comenzando con el prefijo Al’ correspondería con ese origen.
Es deliberado en uso que aquí se propone del término semítico. Ya que se trata, con éste, de ser lo más abarcador posible.
A menudo se confunde los vocablos precedidos del mencionado afijo, como atribuibles a un origen arábigo, pero no siempre es así.
Además, es de destacar que los pueblos con su origen en la Media Luna Fértil, esto es, Medos, Persas, Babilonios y Asirios, si bien fueron finalmente conquistados y en buena medida asimilados por las naciones de origen árabe, su génesis primero no está en éstas, sino, como se menciona, en los pueblos y lenguajes semíticos quienes comparten lazos y similitudes también con la nación, raza y lengua Hebrea o Judía.
Este punto es de vital importancia ya que, curiosamente, el linaje objeto de este artículo, es, como pocos linajes lo son, una interesante amalgama de las tres principales culturas y grupos étnicos que han tenido más que decir en la historia, la cultura, la política y la religión de la humanidad.
Siendo, el linaje Alcabú, una curiosa mezcla tanto por sus orígenes, su posterior diversificación y su apogeo final, de las culturas arábiga, Hebrea y Cristiana.
Las diferentes ramas familiares parten todas pues de este mismo génesis común, si bien, su llegada a la península ibérica y su posterior diseminación por el mundo las distingue.

## Grafía del término
La evolución en la grafía de este apellido, es una mutación típicamente propia de todos los apellidos patronímicos. 
Estos apellidos nacieron al añadir al nombre del hijo, el nombre del padre, proceso muy común aún hoy día en muchas civilizaciones, como la hebrea o la árabe. 
Durante la Edad Media europea, en muchas civilizaciones hubo la práctica de añadir un prefijo o un sufijo al nombre del padre convertido en apellido.
Este prefijo o sufijo, significa descendencia o filiación. Conocidos son los casos de los “Ben” o “Beni” para los musulmanes, (Beni-Dorm/Beni-Cassim/Beni-Fallet) y los “Mc” o “Mac” escoceses (Mac-Donald/Mc-Arthur). 
Pero la forma mayoritaria de nuestros apellidos patronímicos derivan de la tradición romana. El apellido patronímico romano iba en el caso genitivo (desinencias -ius, -ii). Siendo éstas precedidas de una “T” o una “S” cuando la terminación vocálica del nombre latinizado lo requiere para facilitar la pronunciación.
Por esta razón, cuando se latiniza el apellido Alkabi, se transforma en Alchabi-tius y más tarde en Alcabitius.
Durante la época medieval, sufrió variaciones debido al fraccionamiento del latín clásico en vulgar, mientras se daba origen a las diferentes lenguas romances. Estas diferentes lenguas provocaron diferencias fonéticas entre las zonas, los que produjo a su vez cambios
morfológicos en los apellidos: 
Quitar, añadir, o cambiar una o más letras.
La -i de la última sílaba, en muchos casos, se sufrió una apertura del timbre, mudando a una -e. 
Solo pervivió la -i en la zona del noroeste.
En otros casos, esa –i final permutó en -a, u –o.
Como fue el caso de este apellido Alcabitius, era común la coexistencia de una versión latina culta y otra vulgar, que daría lugar con el tiempo a las diferentes variantes en las posteriores lenguas romances. 
Todo parece indicar que esto es precisamente lo que sucedió en el caso del apellido Alcabú, tras perder la genitivización latina 
-tius propia del latín clásico y transformarse en Alcabí para los parlantes del latín vulgar, sufrió de nuevo otra mutación y la –í final se transformó en una –ú originando así la acepción moderna del apellido, Alcabú.
A continuación, sirvan algunos ejemplos de insignes miembros del linaje Alcabú, para ilustrar la multiculturalidad a la que se hace referencia:

## Origen arábigo
Abd Al Aziz Al Kabisi
Alcabitius / Alchabitius Al Kabisi (enlace roto disponible en Internet Archive; véase el historial, la primera versión y la última).: 
Sabio de origen árabe que vivió a caballo entre Oriente Medio y España a mediados del siglo X.
Es famoso por sus tratados de astronomía, astrología, arquitectura y matemáticas, los cuales inspiraron por siglos al mundo de occidente. Aún en la actualidad se siguen utilizando sus cálculos matemáticos y sus aplicaciones prácticas a la arquitectura para la construcción de edificios.
Según se cree pudo haber nacido en Mosúl y también se le reconoce Alepo y Zaragoza, ciudad esta en que murió en 967, como lugares de residencia.
En el siglo XIII correspondió al rey Alfonso X el Sabio(1221 / 1284) rey de Castilla y de León, difundir, como uno de los textos más utilizados en la época para la enseñanza de las Ciencias del Universo tales como la Astronomía y la Astrología precisamente un escrito de este ascendente del linaje Alcabú, el Tratado de Alcabitius, traducido por y comparable a escritos de Ptolomeo como el Liber quadipartitum (Tetrabiblos) y el Centiloquium con un comentario del astrólogo del siglo XI de El Cairo Ali ibn Ridwan. Uno de los factores que impulsaron el interés de la astronomía a finales de la Edad Media y en el Renacimiento fue por su aplicación al campo astrológico. Por toda Europa proliferaron tratados, pronósticos y juicios astrológicos (tratados interpretativos de horóscopos), que tras la invención de la imprenta se convirtieron en material de preferencia de los impresores.Y el tratado de Alcabitius desempeñó un papel clave en esto.

## Origen hebreo
Existe otra vertiente de este linaje que, a través del comercio con Génova y desde allí por el Mediterráneo hasta Valencia, se introduce en la península ibérica. Este tránsito de personas y de mercancías se enmarcó dentro de lo que se ha dado por llamar la Ruta de la Seda.
Son descendientes de esos mercaderes genoveses de origen hebreo, los que integrados en la vertiente sefardí del linaje llegarían, siglos más tarde y siguiendo con su comercio, primero hasta las Islas Canarias, concretamente hasta la isla de Tenerife, Municipio de Buenavista del Norte, donde aún hoy existe un toponímico que les alude, la Punta Callao de Alcabú. Y posteriormente, a través de los viajes post-colombinos, llegaron y se establecieron en territorio de la actual jurisdicción de Costa Rica. Donde aún podemos hallar también potonímicos como la Finca de Alcabú, en el Departamento costarricense del Pacífico Sur, en el Cantón de Corredores, en el municipio de Ciudad Neily.
Anejos a la estirpe familiar de los Alcabú estuvieron, entre los siglos XVI y XIX, varios títulos nobiliarios repartidos por España y la Nueva España, sobre todo territorios pertenecientes hoy a Costa Rica. Concedidos por méritos hacia la Corona Española debidos al comercio con las Indias Occidentales, dejaron de tener vigencia tras el apoyo de destacados miembros del linaje a la Dinastía de los Austrias durante las Guerras Carlistas.
Algunos de estos títulos fueron Virrey de Corredores, Marquesado de Neily, Marquesado de Alcabú y Marquesado de Punta Callao.
- Datos: Q5663874